# Eritroblasto policromatofilo

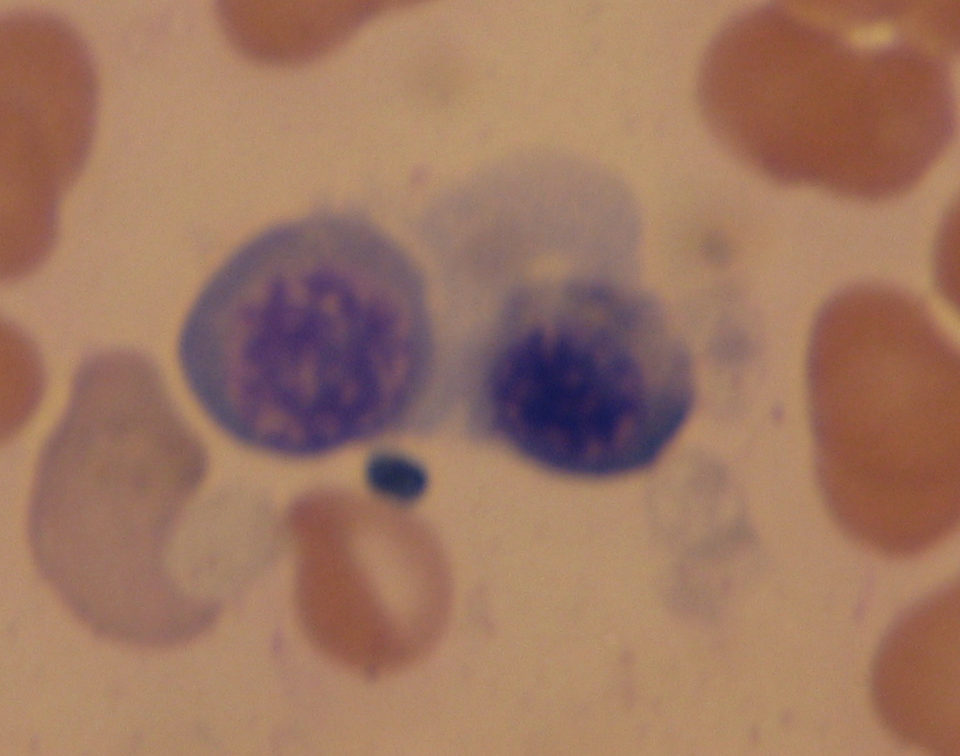
Eritroblasti policromatofili da aspirato midollare

L'eritroblasto policromatofilo è una cellula precursore dell'eritrocita e rappresenta la terza tappa differenziativa identificabile dell'eritropoiesi.

## Morfologia
L'eritroblasto policromatofilo ( o eritroblasto policromatico)ha un diametro inferiore 15 μm. È caratterizzato da un nucleo di dimensioni ridotte, di forma rotondeggiante e contenente cromatina compatta. Rispetto al suo precursore, l'eritroblasto basofilo, non presenta nucleoli, elemento che ne permette la veloce identificazione. Il progressivo accumulo di emoglobina e la perdita dei ribosomi rende il citoplasma più affine alle colorazioni acide, giustificando la colorazione mista roseo-bluastra (di qui il termine policromatofilia) ; cioè avendo un colore a metà tra l'eritroblasto basofilo e l'eritroblasto ortocromatico (che è rossastro) lo chiamiamo "policromatico" .  I mitocondri sono presenti in minor quantità e l'apparato di Golgi non è visibile. 